# Esclamazione (figura retorica)
L'esclamazione (dal latino exclamatio-ōnis, derivato da exclamāre, «chiamare distintamente»), in stilistica, è una figura retorica che consiste nel sottolineare un particolare stato emotivo attraverso l'intonazione data a una parola o a una frase, che viene così enfatizzata. Alcune parole, come Ahi!, sono tipicamente esclamative. L'esclamazione richiede generalmente il punto esclamativo come proprio segno diacritico.
Esempio:
(Dante, Divina Commedia, I, I, 129)